# Luxemburgische Fußballnationalmannschaft der Frauen
Die luxemburgische Fußballnationalmannschaft der Frauen repräsentiert Luxemburg im internationalen Frauenfußball. Die Nationalmannschaft ist dem luxemburgischen Fußballverband unterstellt und besteht seit Juni 2003. Trainiert wird die Mannschaft seit dem Sommer 2020 von Daniel Santos.
Im Jahre 2006 nahm die Mannschaft erstmals an der Qualifikation für ein großes Turnier (die Frauenfußball-Europameisterschaft 2009) teil. Der 4:2-Sieg über Malta war der erste Sieg der luxemburgischen Auswahl und danach belegte Luxemburg mit Platz 60 den bisher besten Platz in der FIFA-Weltrangliste. Danach fiel die Mannschaft teilweise aus der Rangliste und wurde auf Platz 117 notiert, da zu wenig Spiele bestritten wurden. Derzeit rangiert die Mannschaft auf Rang 113. In der Vorqualifikation für die EM 2013 belegte das Team beim Turnier in Mazedonien den dritten Gruppenplatz. Im Vorfeld der WM 2011 spielte Luxemburg erstmals gegen eine Mannschaft, die nicht der UEFA angehört. Das Spiel gegen WM-Teilnehmer Äquatorialguinea wurde mit 0:8 verloren. In der Vorqualifikation für die WM 2015 konnte sich das Team beim Turnier auf Malta nicht für die eigentliche Qualifikation durchsetzen und kam nur beim 0:0 gegen Lettland zu einem Punktgewinn. Bei der Vorqualifikation für die EM 2017 belegte das Team beim Turnier in Moldawien den letzten Gruppenplatz. Auch in der Vorqualifikation zur WM 2019 belegte man punktlos den letzten Platz. In der UEFA Women’s Nations League 2025 konnte die Mannschaft hingegen als Erstplatzierter der Gruppe C3 den Aufstieg in die Liga B feiern. 

## Turnierbilanz

### Weltmeisterschaften
| - 1991: nicht qualifiziert - 1995: nicht qualifiziert - 1999: nicht qualifiziert - 2003: nicht qualifiziert - 2007: nicht qualifiziert | - 2011: nicht teilgenommen - 2015: nicht qualifiziert - 2019: nicht qualifiziert - 2023: nicht qualifiziert |

### Europameisterschaften
| - 1984: nicht qualifiziert - 1987: nicht qualifiziert - 1989: nicht teilgenommen - 1991: nicht teilgenommen - 1993: nicht teilgenommen - 1995: nicht teilgenommen - 1997: nicht teilgenommen | - 2001: nicht teilgenommen - 2005: nicht qualifiziert - 2009: nicht qualifiziert - 2013: nicht qualifiziert - 2017: nicht qualifiziert - 2022: nicht teilgenommen - 2025: nicht qualifiziert |

### Olympische Spiele
Die Qualifikation erfolgte bis 2020 über die WM-Endrunde, ab 2024 über die UEFA Women’s Nations League.
| - 1996: nicht qualifiziert - 2000: nicht qualifiziert - 2004: nicht qualifiziert - 2008: nicht qualifiziert | - 2012: nicht teilgenommen - 2016: nicht qualifiziert - 2020: nicht qualifiziert - 2024: nicht qualifiziert |

### Nations League
- 2023/24: Liga C2 – 3. Platz
- 2025: Liga C3 – 1. Platz

## Aktueller Kader
(Der Kader der Nations League-Spiele am 30. Mai und 3. Juni 2025 gegen Armenien und Kasachstan ist nummeriert. / Stand 24. Juli 2025)
|            | Emma Goetz                | SC Freiburg             | 6. Jan. 2006  | 1  | 0  |
| 23         | Lisi Oberweis             | FC Mamer 32             | 8. Nov. 1998  | 0  | 0  |
| 1          | Lucie Schlimé             | SC Sand                 | 19. Sep. 2003 | 35 | 0  |
| 12         | Joy Jung                  | vereinslos....          | 17. März 2006 | 2  | 0  |
| Abwehr     |                           |                         |               |    |    |
|            | Isabel Albert             | Entente Wormeldingen    | 5. Okt. 1995  | 28 | 1  |
| 13         | Ana Abreu Barbosa         | RFC Union Luxemburg     | 13. Mai 2007  | 17 | 1  |
| 2          | Vera Villegas             | Stade Reims             | 15. Aug. 2007 | 2  | 0  |
| 3          | Amal Cherkane             | Sporting Bettemburg     | 16. Sep. 2004 | 1  | 0  |
|            | Eva Fernandes             | Jeunesse Junglinster    | 23. Juni 2001 | 7  | 0  |
| 8          | Edina Kocan               | RFC Union Luxemburg     | 27. Feb. 2002 | 19 | 0  |
| 5          | Emma Kremer               | Alemannia Aachen        | 28. Juli 2000 | 32 | 1  |
| 15         | Leticia Mateus            | Jeunesse Junglinster    | 31. Juli 2004 | 13 | 0  |
|            | Rita Sousa Leite          | FC Tirsense             | 14. Juli 1997 | 10 | 1  |
| 4          | Andreia Silva Machado     | RFC Union Luxemburg     | 1. Apr. 1995  | 30 | 3  |
|            | Emma Thill                | Entente Wormeldingen    | 29. März 1997 | 1  | 0  |
| Mittelfeld |                           |                         |               |    |    |
| 17         | Caroline Jorge Magalhaes  | RFC Union Luxemburg     | 19. Nov. 2005 | 27 | 5  |
| 22         | Kimberly Dos Santos       | 1. FC Saarbrücken       | 26. Feb. 1998 | 45 | 3  |
| 6          | Marta Estevez Garcia      | RFC Union Luxemburg     | 5. Juni 1997  | 48 | 7  |
|            | Rachel Kirps              | SV 07 Elversberg        | 1. Dez. 2005  | 6  | 0  |
|            | Andreia Faria Dos Santos  | Swift Hesperingen       | 23. Sep. 2003 | 2  | 0  |
|            | Julie Marques Abreu       | Young Boys Diekirch     | 6. Aug. 2004  | 22 | 6  |
| 19         | Anna Miny                 | TuS Issel               | 23. Mai 2007  | 3  | 1  |
| 10         | Laura Miller              | 1. FC Nürnberg          | 7. Dez. 2001  | 34 | 7  |
| 11         | Charlotte Schmit          | SC Freiburg             | 17. Jan. 2006 | 27 | 3  |
| 16         | Leila Schmit              | SV 07 Elversberg        | 9. Nov. 2006  | 19 | 0  |
|            | Barbara Serra             | SC Ell                  | 17. Apr. 2007 | 3  | 0  |
| 14         | Olivia Konsbruck          | Swift Hesperingen       | 9. Feb. 2007  | 2  | 0  |
| Angriff    |                           |                         |               |    |    |
| 7          | Joana Lourenco Magalhaes  | Young Boys Diekirch     | 4. Juni 2004  | 32 | 10 |
|            | Nathalie Ludwig           | Entente Rosport/USBC    | 11. Dez. 1995 | 11 | 1  |
| 18         | Catarina Teixeira Lavinas | 1. FFC Recklinghausen   | 28. Sep. 2002 | 14 | 0  |
| 21         | Charlie Jorge Magalhaes   | FC Jeunesse Junglinster | 13. Nov. 2008 | 1  | 0  |
| 20         | Hannah Dietrich           | 1. FC Saarbrücken       | 25. Nov. 2009 | 1  | 0  |
| 9          | Amy Thompson              | FC Differdingen 03      | 28. Juli 1994 | 51 | 35 |

## Spiele gegen Nationalmannschaften deutschsprachiger Länder
Alle Ergebnisse aus luxemburgischer Sicht.

### Deutschland
Bisher gab es noch keine Spiele gegen die deutsche Nationalmannschaft.

### Schweiz
Bisher gab es noch keine Spiele gegen die Schweizer Auswahl.

### Österreich
| Datum             | Ort                   | Ergebnis  | Anlass           |
| 22. Oktober 2021  | Wiener Neustadt (AUT) | 0:5 (0:2) | WM-Qualifikation |
| 30. November 2021 | Luxemburg (LUX)       | 0:8 (0:4) | WM-Qualifikation |

### Liechtenstein
| Datum            | Ort                | Ergebnis  | Anlass             |
| 11. April 2021   | Eschen (LIE)       | 2:1 (0:1) | Freundschaftsspiel |
| 25. Februar 2025 | Esch/Alzette (LUX) | 7:0 (3:0) | Nations League     |
| 8. April 2025    | Eschen (LIE)       | 3:2 (2:1) | Nations League     |

## Trainer
- Romain Jean (2006–2012)
- Ray Pye (2012–2017)
- Samy Smaïli (2017–2020)
- Dan Santos (2020–)

## Rekordspielerinnen
Stand: 24. Juli 2025
| Rang | Name                     | Einsätze | Tore | Position   | Zeitraum  |
| ---- | ------------------------ | -------- | ---- | ---------- | --------- |
| 01.  | Amy Thompson             | 51       | 35   | Angriff    | 2011–0000 |
| 02.  | Marta Estevez Garcia     | 48       | 07   | Abwehr     | 2016–0000 |
| 03.  | Kimberly Dos Santos      | 45       | 03   | Abwehr     | 2016–0000 |
| 04.  | Jessica Birkel           | 40       | 07   | Angriff    | 2006–2018 |
| 05.  | Lucie Schlimé            | 35       | 0    | Tor        | 2019–0000 |
| 06.  | Laura Miller             | 34       | 07   | Mittelfeld | 2018–0000 |
| 07.  | Joana Lourenco Magalhaes | 32       | 10   | Angriff    | 2021–0000 |
|      | Emma Kremer              | 32       | 01   | Abwehr     | 2018–0000 |
| 09.  | Marisa Soares Marques    | 30       | 0    | Mittelfeld | 2018–2024 |
|      | Andreia Silva Machado    | 30       | 03   | Mittelfeld | 2012–0000 |

## Rekordtorschützinnen
Stand: 24. Juli 2025
| Rang | Name                     | Tore | Einsätze | Position   | Zeitraum  |
| ---- | ------------------------ | ---- | -------- | ---------- | --------- |
| 01.  | Amy Thompson             | 35   | 51       | Angriff    | 2011–0000 |
| 02.  | Janine Hansen            | 10   | 21       | Angriff    | 2006–2013 |
|      | Joana Lourenco Magalhaes | 10   | 32       | Angriff    | 2021–0000 |
| 04.  | Jessica Birkel           | 07   | 40       | Angriff    | 2006–2018 |
|      | Marta Estevez Garcia     | 07   | 48       | Mittelfeld | 2016–0000 |
|      | Laura Miller             | 07   | 34       | Mittelfeld | 2018–0000 |
| 07.  | Sophie Maurer            | 06   | 18       | Angriff    | 2009–2016 |
|      | Karen Marin              | 06   | 12       | Mittelfeld | 2015–2018 |
|      | Julie Marques Abreu      | 06   | 22       | Mittelfeld | 2019–2024 |
| 10.  | Gabriela De Lemos Crespo | 05   | 23       | Mittelfeld | 2013–2022 |
|      | Caroline Jorge Magalhaes | 05   | 27       | Mittelfeld | 2021–0000 |